# Dispersão estatística

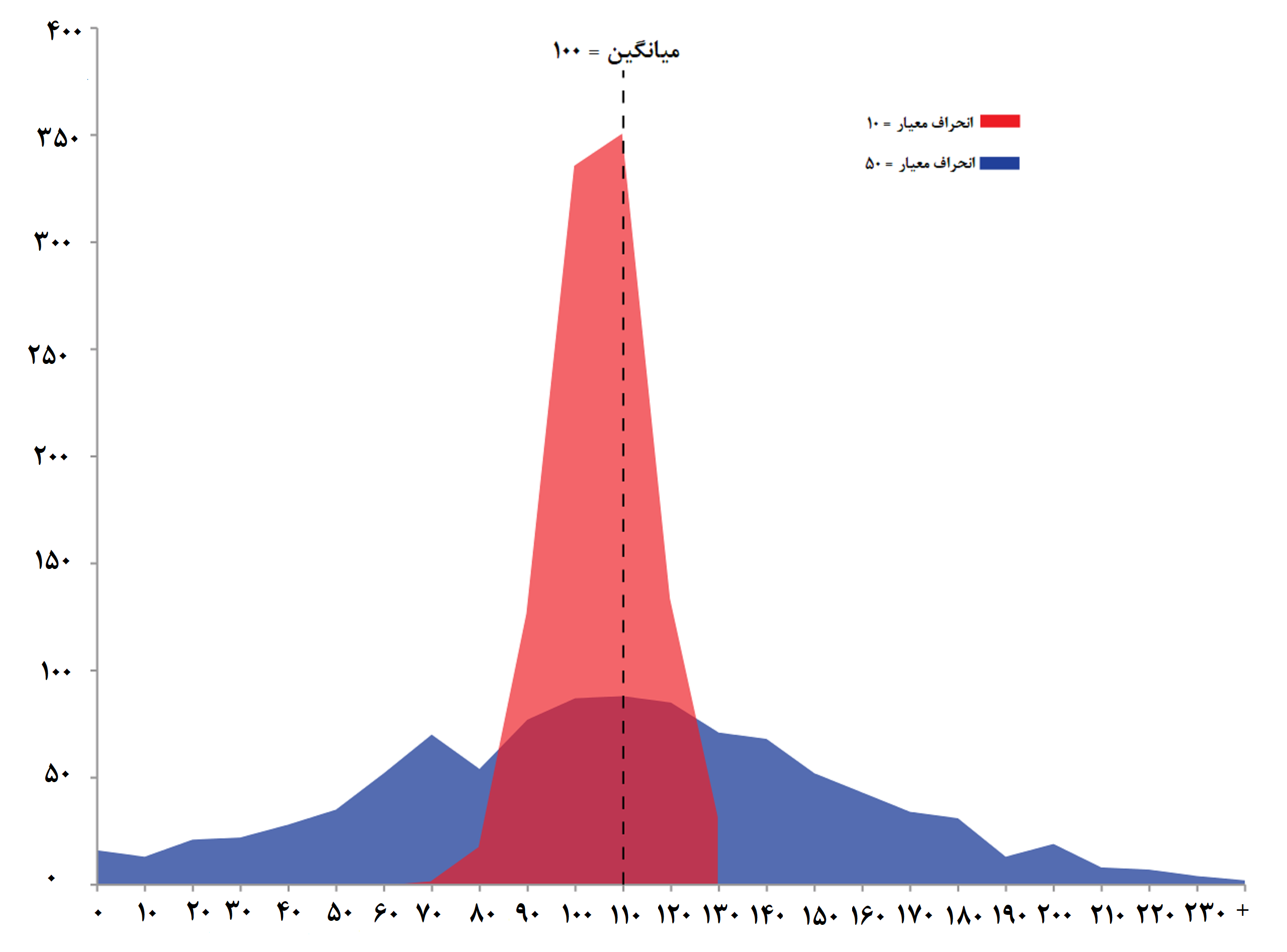
A diferença na dispersão de dois conjuntos de dados com a mesma média em torno dela.

Em Estatística, dispersão (também chamada de variabilidade ou espalhamento) mostra o quão esticada ou espremida uma distribuição (teórica ou que define uma amostra) é. Exemplos comuns de medidas de dispersão estatística são a variância, o desvio padrão e a amplitude interquartil.
Dispersão é contrastada com posição ou tendência central, e juntas elas são as propriedades de distribuições mais usadas.

## Medidas de Dispersão Estatística
Uma medida de dispersão estatística é um não-negativo número real que é zero se todos os dados são os mesmos e aumentam conforme os dados vão ficando mais diversos.
A maior parte de medidas de dispersão estatística tem as mesmas unidades que a quantidade sendo medida. Em outras palavras, se as medidas das amostras são feitas em metros ou segundos, a medida de dispersão também será. Tais medidas de dispersão incluem:
- Desvio Padrão
- Amplitude interquartil (AIQ) ou Amplitude interdecil
- Amplitude
- Desvio absoluto (Mediana) (DAM)
- Desvio absoluto
- Desvio de Distância Padrão

Estes são frequentemente usados (juntos com fatores de escala) como estimadores de parâmetros de escala, no qual em sua capacidade são chamados de estimadores de escala. Medidas de Escala Robustas são aquelas não afetadas por um número pequeno de outliers e incluem o AIQ e o DAM.
Todas as medidas acima de dispersão estatística tem a útil propriedade de serem invariantes com posição, e lineares no crescimento. Então, se uma variável aleatória X tem uma dispersão de SX então a transformação linear Y = aX + b para real a e b devem ter dispersão SY = |a|SX.
Outras medidas de dispersão não possuem dimensão. Em outras palavras, elas não tem unidade mesmos se as medidas em si tem unidades. Essas incluem:
- Coeficiente de variação
- Coeficiente de dispersão quartil
- Diferença média relativa, equivalente ao dobro do Coeficiente de Gini.

Existem duas outras medidas de dispersão:
- Variância (o quadrado do desvio padrão) — Não varia com posição mas não tem crescimento linear.
- Razão Variância-Média — usado mais para contagem de dados quando o termo coeficiente de dispersão é usado e quando essa razão não possui dimensão, pois contagem de dados também não tem dimensão, e não o contrário.

Algumas medidas de dispersão tem propósito especifico, como a Variância de Allan e a Variância de Hadamard.
Para variáveis categóricas, é menos comum medir dispersão por um único número; (ver variância qualitativa). Uma medida que faz isso é a discreta entropia.

## Origens de medidas de dispersão estatísticas
No campo de ciências físicas, tal variabilidade pode resultar de erros de medidas aleatórios: instrumentos de medidas geralmente não são perfeitamente precisos e existe a adicional 'variabilidade entre 'juízes' na interpretação e comunicação dos resultados medidos. Alguém pode assumir que a quantidade medida é estável e que a variação entre medidas é consequência de erro observacional. Um sistema de um grande número de partículas é caracterizado pelos valores médios de um relativamente pequeno número de quantidades macroscópicas como temperatura, energia e densidade. O desvio padrão é uma importante medida na Teoria de Flutuação, que explica muitos fenômenos físicos, incluindo o porquê do céu ser azul.
Nas ciências biológicas, a quantidade sendo medida é raramente estável e imutável, e a variação observada pode ser intrínseca ao fenômeno: pode ser devido ao fato da variabilidade interindivíduo, isto é, membros distintos de uma população diferem um dos outros. Além disso, pode ser devido à variabilidade intraindivíduo, isto é, um mesmo individuo submetido à testes realizados em diferentes horas ou diferentes condições poder fornecer diferentes resultados. Esses tipos de variabilidade também pode ser vistos na área de produtos manufaturados; até lá, o cientista meticuloso acha variação.
Em economia, finanças, e outras disciplinas, análise regressiva tenta explicar a dispersão de variáveis dependentes, geralmente medidas por sua variância usando uma ou mais variáveis independentes cada qual que também possua dispersão positiva. A fração de variância explicada é chamada de coeficiente de determinação.

## Uma ordem parcial de dispersão
Um desvio que preserva a média (MPS) é uma mudança de uma distribuição de probabilidade A para uma distribuição de probabilidade B, onde B é formada espalhando uma ou mais porções das funções de densidade de probabilidade enquanto preservando a média (o valor esperado.) O conceito de um desvio preservador de média fornece uma ordem parcial de distribuições de probabilidade de acordo com suas dispersões: de duas distribuições, uma pode ser considerada tendo maior dispersão que outra ou nenhuma pode ser considerada como tendo mais dispersão.